# Brasilianische Fußballnationalmannschaft (U-20-Männer)
Die brasilianische U-20-Fußballnationalmannschaft ist eine Auswahlmannschaft brasilianischer Fußballspieler. Sie unterliegt der Confederação Brasileira de Futebol und repräsentiert sie international auf U-20-Ebene, etwa in Freundschaftsspielen gegen die Auswahlmannschaften anderer nationaler Verbände, bei der U-20-Südamerikameisterschaft und der U-20-Weltmeisterschaft.
Die Mannschaft wurde fünfmal Weltmeister (1983, 1985, 1993, 2003 und 2011) und ist mit zwölf Titeln die erfolgreichste Mannschaft bei Südamerikameisterschaften.

## Teilnahme an U-20-Fußball-Weltmeisterschaften
| 1977 | 3. Platz           |
| 1979 | nicht qualifiziert |
| 1981 | Viertelfinale      |
| 1983 | Weltmeister        |
| 1985 | Weltmeister        |
| 1987 | Viertelfinale      |
| 1989 | 3. Platz           |
| 1991 | 2. Platz           |
| 1993 | Weltmeister        |
| 1995 | 2. Platz           |
| 1997 | Viertelfinale      |
| 1999 | Viertelfinale      |
| 2001 | Viertelfinale      |
| 2003 | Weltmeister        |
| 2005 | 3. Platz           |
| 2007 | Achtelfinale       |
| 2009 | 2. Platz           |
| 2011 | Weltmeister        |
| 2013 | nicht qualifiziert |
| 2015 | 2. Platz           |
| 2017 | nicht qualifiziert |
| 2019 | nicht qualifiziert |
| 2021 | abgesagt           |
| 2023 | Viertelfinale      |
| 2025 | qualifiziert       |

## Teilnahme an U-20-Fußball-Südamerikameisterschaften
| Gastgeber   | Saison | Platzierung        | Gastgeber   | Saison | Platzierung |
| ----------- | ------ | ------------------ | ----------- | ------ | ----------- |
| Venezuela   | 1954   | 2. Platz           | Ecuador     | 2001   | Sieger      |
| Chile       | 1958   | 3. Platz           | Uruguay     | 2003   | 2. Platz    |
| Kolumbien   | 1964   | nicht Teilgenommen | Kolumbien   | 2005   | 2. Platz    |
| Paraguay    | 1967   | Halbfinale         | Paraguay    | 2007   | Sieger      |
| Paraguay    | 1971   | Vorrunde           | Venezuela   | 2009   | Sieger      |
| Chile       | 1974   | Sieger             | Peru        | 2011   | Sieger      |
| Peru        | 1975   | Vorrunde           | Argentinien | 2013   | Vorrunde    |
| Venezuela   | 1977   | 2. Platz           | Uruguay     | 2015   | 4. Platz    |
| Uruguay     | 1979   | 4. Platz           | Ecuador     | 2017   | 5. Platz    |
| Ecuador     | 1981   | 2. Platz           | Chile       | 2019   | 5. Platz    |
| Bolivien    | 1983   | Sieger             | Kolumbien   | 2023   | Sieger      |
| Paraguay    | 1985   | Sieger             | Venezuela   | 2025   | Sieger      |
| Kolumbien   | 1987   | 2. Platz           |             |        |             |
| Argentinien | 1988   | Sieger             |             |        |             |
| Venezuela   | 1991   | Sieger             |             |        |             |
| Kolumbien   | 1992   | Sieger             |             |        |             |
| Bolivien    | 1995   | Sieger             |             |        |             |
| Chile       | 1997   | 2. Platz           |             |        |             |
| Argentinien | 1999   | 3. Platz           |             |        |             |